# Curcuma gulinqingensis
Curcuma gulinqingensis là một loài thực vật có hoa trong họ Gừng. Loài này được Nian He Xia và Juan Chen mô tả khoa học đầu tiên năm 2013.

## Từ nguyên
Tính từ định danh gulinqingensis lấy theo địa danh 古林箐 (bính âm: gǔ lín qìng/jīng, Hán-Viêt: Cổ Lâm Tinh/Thiến), một hương thuộc huyện Mã Quan, châu tự trị Văn Sơn, tỉnh Vân Nam, nơi người ta thu thập mẫu vật.

## Phân bố
Loài này có tại Vân Nam, Trung Quốc.

## Mô tả
Loài này là tương tự như C. amarissima, nhưng khác ở các đặc điểm sau: thân rễ có ruột màu vàng chanh; phiến lá với một vết mờ màu tím rộng ~2 cm dọc theo gân chính ở phía trên điểm giữa, nhẵn nhụi; lá bắc mào màu đỏ nhạt, tía trừ phần gốc màu trắng, hình elip, tù ở đỉnh; lá bắc sinh sản màu lục nhạt màu lục nhạt với màu tía xung quanh mép và đỉnh, hình elip, tù ở đỉnh.